# Matelea medusae
Matelea medusae är en oleanderväxtart som beskrevs av R. E. Woodson. Matelea medusae ingår i släktet Matelea och familjen oleanderväxter. Inga underarter finns listade i Catalogue of Life.